# Tarkakérgű fenyő
A tarkakérgű fenyő (Pinus bungeana) a fenyőfélék családjába tartozó faj, mely Kínában honos.

## Származása, elterjedése
Kína északi és középső része, főleg meredek hegyoldalak, agyagos talajon.

## Megjelenése, felépítése
20–30 méter magasra növő fa terebélyes, kúpos koronával.
Kérge azürkészöld–piszkosfehér; az idősebb fáké platánéhoz hasonlóan, táblás foltokban hámlik (Józsa).
Sárgászöld, merev tűlevelei kb. 7,5 cm hosszúak, hegyesek. Hármasával nőnek a sima, szürkészöld törpehajtásokon. A háromtűs csoportok szórtan állnak.
Sárga porzós és zöld termős virágzatai a törpehajtásokon nőnek.
Sárgásbarna, tojásdad toboza kb. 7 cm hosszú. A tobozpikkelyek vége szúrós.

## Életmódja, termőhelye
A hegyvidékeken növő örökzöld. Teljesen télálló. Virágai nyár elején nyílnak.
Állománya stabil; védelme nem indokolt (IUCN).

## Képek

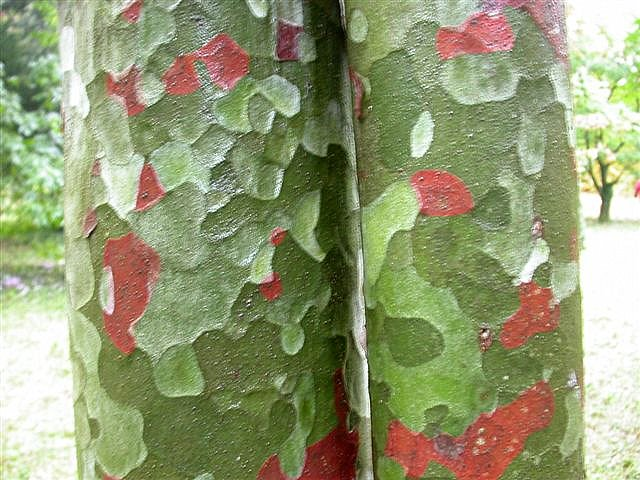
kérge
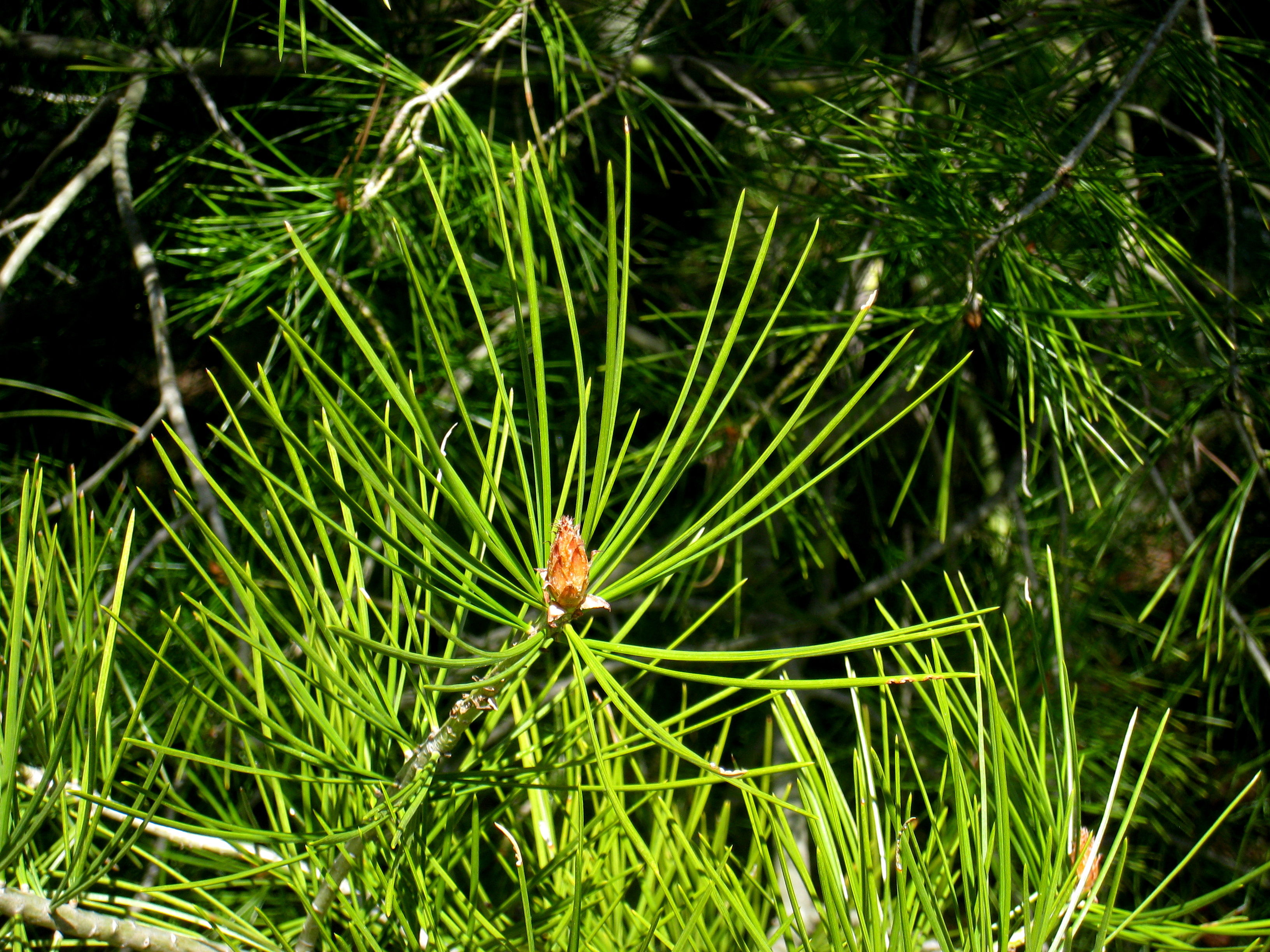
levele
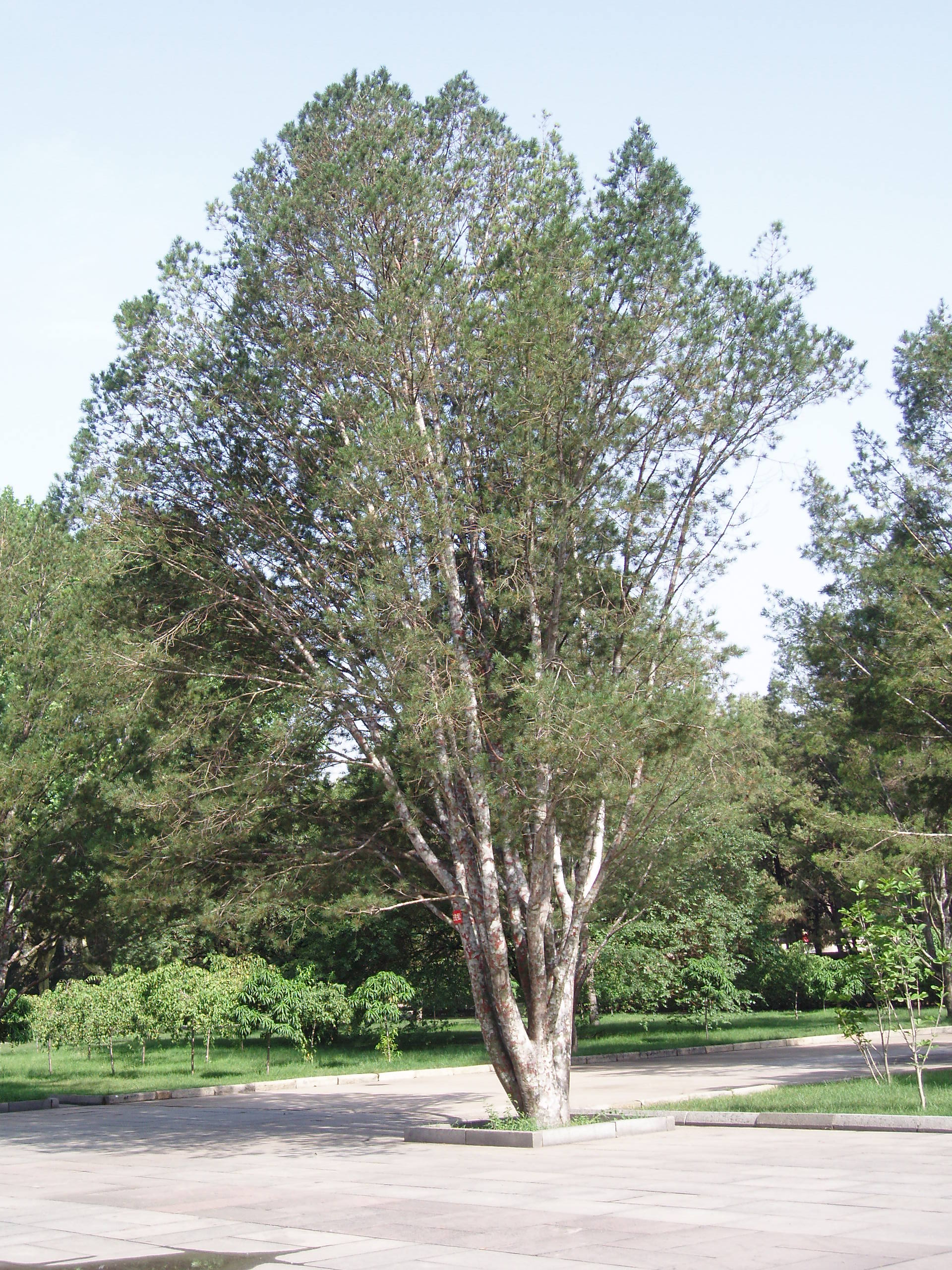
habitusa
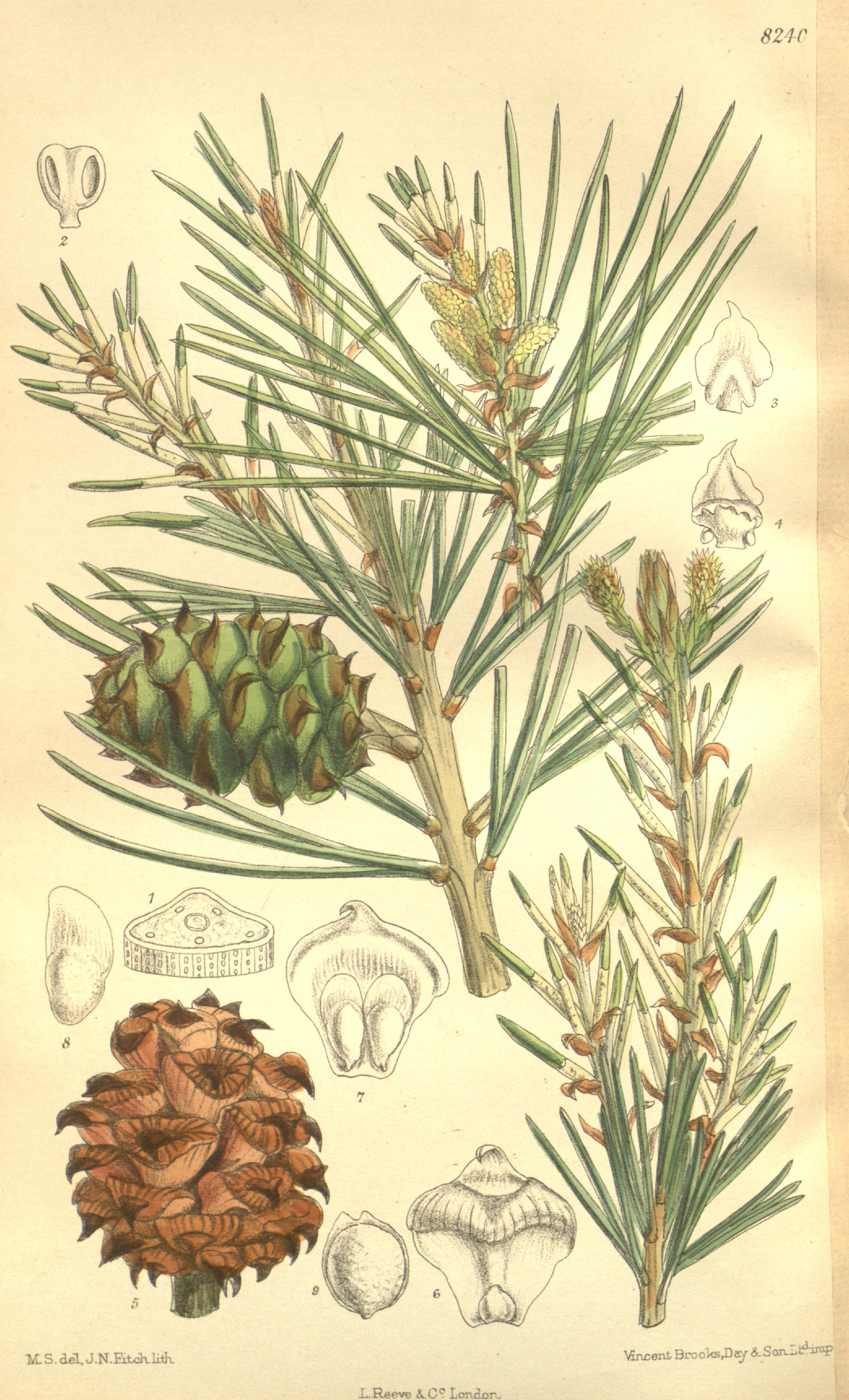
illusztrációja